# Toghuzghuz
Toghuzghuz (Tokuz Oghuz = Els Nou Oghuz) fou una confederació tribal turca. Fins al segle xi va designar als uigurs.
Quan apareixen per primer cop a les fonts xineses el 630 (chiu hsing = els Nou Noms o els Nou Clans) no era equivalent a uigurs (aquestos estaven formats per 10 tribus i derivaven dels T'ieh-le o Poble dels Carros) que només eren un dels 9 clans o tribus i que llavors s'anomenaven oghurs. Les altres 8 tribus eren els Bukut, els Kun o Hunt, els Bayirku, els Tongra, els Sikar, els Ch'i-pi els A-pu-ssu i els Ku-lun-wu-ku.
A les fonts musulmanes s'esmenten en temps del califa al-Mahdi (775-785). El rebel Rafi ibn al-Layth al Khurasan els hauria demanat ajut (806). Al-Tabari diu que havien penetrat a l'Ushrusana. Tulun, pare d'Ahmad ibn Tulun, que era un ghulam abbàssida, era d'origen tokuz oghuz. Foren el poble més poderós dels pobles turcs. El 1028-1036 l'estat de Kan-chou i els petits estats veïns del corredor del Kansu foren conquerits pels tanguts els descendents dels quals foren els uigurs grocs. Els uigurs del Kao-ch'ang eren opositors dels karakhànides musulmans i hi van lluitar diverses vegades. Els karakhànides van estendre la influència musulmana pel Turquestan oriental; a partir del 1130 part important d'aquestes regions foren sota control dels kara khitai. Al segle xiii els uigurs van esdevenir els principals funcionaris al naixent Imperi Mongol.